# Магична породица
Магична породица (фр. Magic) француска је анимирана серија из 2008. године, првобитно емитована на каналу France 3. Створили су је Артур Де Пинс и Мишел Кулон, а дизајн карактера је радио Дејвид Гилсон.

## Радња
Телевизијска серија говори о дечаку Тому и његовој породици, пореклом су из Земље Вила. Такође и прати њихове авантуре, згоде и незгоде. Има љубимца жабу "Височанство".

## Емитовање у Србији
У Србији, Босни и Херцеговини, Црној Гори, Северној Македонији ова телевизијска анимирана серија се емитовала првобитно на каналу Дизни Екс-Ди од 3. октобра 2009, титлована на српски. Титлове је радио студио Ес-Ди-Ај мидија. Серија се емитовала на ТВ Ултра од средине јануара 2015. године, а на каналу РТРС oд 2016. Синхронизацију је радио студио Лаудворкс. Уводна шпица није синхронизована. Нема DVD издања.

## Улоге
| Улога            | Глумац             |
| ---------------- | ------------------ |
| Том              | Милена Моравчевић  |
| Грегор           | Небојша Љубишић    |
| Синди            | Анка Гачеша        |
| Тетка Љутиција   | Јелена Ђорђевић    |
| Врба             | Ива Стефановић     |
| Височанство      | Игор Боројевић     |
| Џоџо             | Алекса Станиловић  |
| Звончица         | Јелена Стољијковић |
| Полицајац Донели | Марко Марковић     |
| Лео              | Милан Тубић        |